# Grande-Terre (île en Guadeloupe)
Pour les articles homonymes, voir Grande Terre.
L'île de Grande-Terre, ou la Grande-Terre, est l'aile Est du « papillon » que forment les deux principales îles de l'archipel de Guadeloupe, l'aile ouest étant la Basse-Terre, les deux étant séparées par un étroit bras de mer, appelé « la Rivière Salée ». Elle est l'île la plus peuplée de ce département - région d'outre-mer, étant légèrement plus peuplée (de l'ordre de 5 %) que la Basse-Terre.

## Géographie
La Grande-Terre bénéficie d'un climat beaucoup plus sec que la Basse-Terre. La végétation y est beaucoup moins dense et plus rase, le relief, quant à lui, est moins accidenté. Son littoral est composé de côtes rocheuses mais aussi de plages de sable blanc protégées par les lagons. Le sud-ouest de l'île, nommé les Grands Fonds, est composé de mornes verdoyants. Il s'agit d'un atoll surélevé.
D'une superficie de 639 km2, son littoral mesure 134,9 kilomètres de longueur.

## Histoire
La Grande-Terre a été créée par croisement des plaques tectonique contrairement à la Basse-Terre qui a été créée par le volcan.
Historiquement, l'île de Grande-Terre s'appelait « cibuqueira », (« île aux gommiers », en langue caraïbe)
et l'île de Basse-Terre, « Caloucaera » (Karukera), mot voulant dire « l'île aux belles eaux » en langue caraïbe.

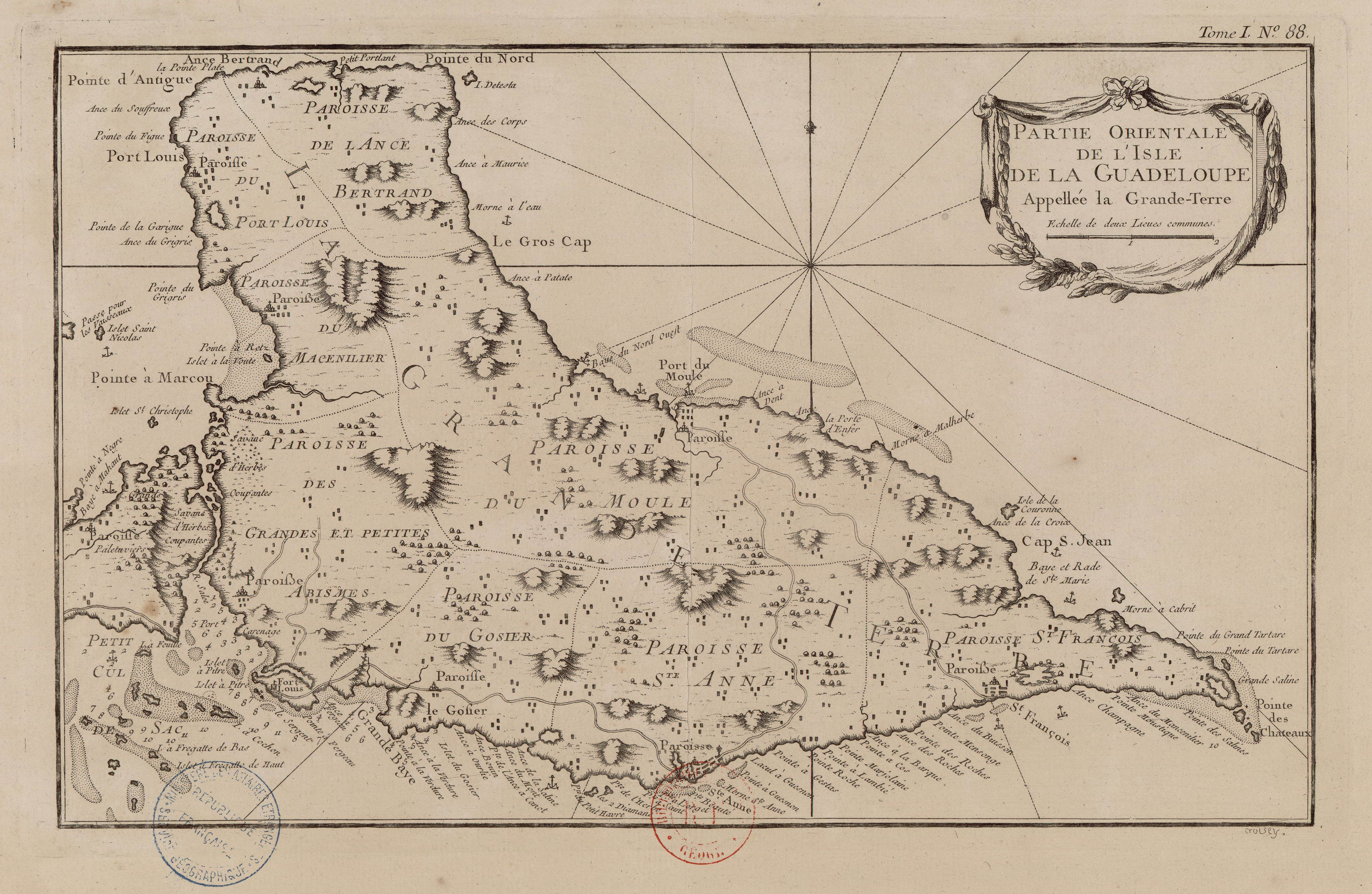
Carte de l'île de Grande-Terre, J-N. Bellin, 1764.

## Économie
Avec les villes limitrophes de la Basse-Terre (Baie-Mahault et Lamentin notamment), la région pointoise est le poumon économique de la Guadeloupe, l'industrie et les services étant centralisés à Pointe-à-Pitre et sa périphérie.
L'accueil touristique est assuré par les villes de Saint-François, Sainte-Anne et Le Gosier.

## Liste des communes de la Grande-Terre
| Rang | Villes         | Pop. (2006) | Superficie(km²) | Densité |
| ---- | -------------- | ----------- | --------------- | ------- |
| 1    | Les Abymes     | 60 053      | 81,25           | 739     |
| 2    | Le Gosier      | 27 370      | 42,20           | 649     |
| 3    | Sainte-Anne    | 23 073      | 80,29           | 287     |
| 4    | Le Moule       | 21 027      | 82,84           | 254     |
| 5    | Pointe-à-Pitre | 17 541      | 2,66            | 6 594   |
| 6    | Morne-à-l'Eau  | 16 703      | 63,56           | 263     |
| 7    | Saint-François | 13 424      | 59,82           | 224     |
| 8    | Petit-Canal    | 8 180       | 70,35           | 116     |
| 9    | Port-Louis     | 6 481       | 43,24           | 127     |
| 10   | Anse-Bertrand  | 4 751       | 60,47           | 79      |

## Galerie

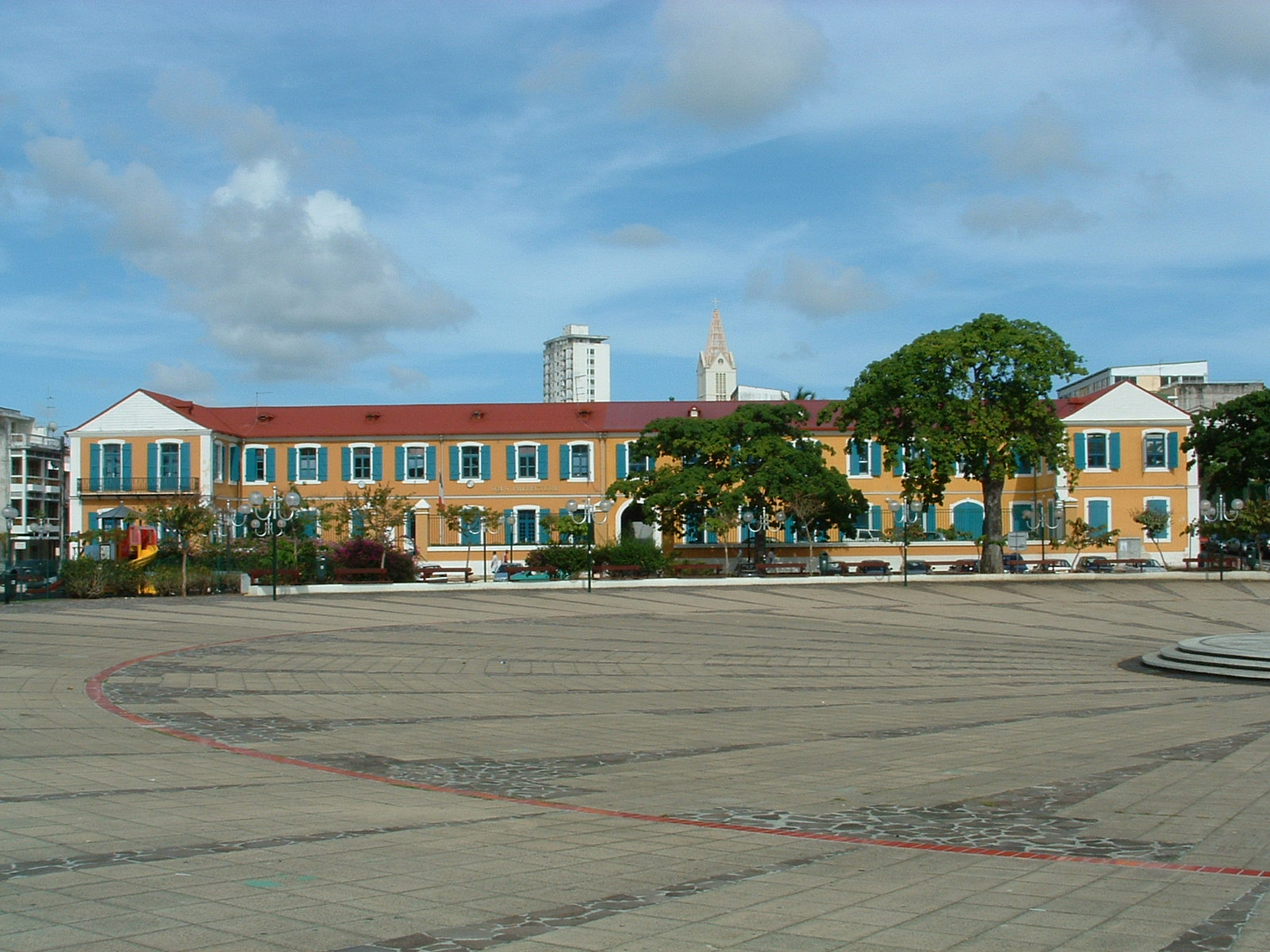
Pointe-à-Pitre, principal centre économique de la Guadeloupe.
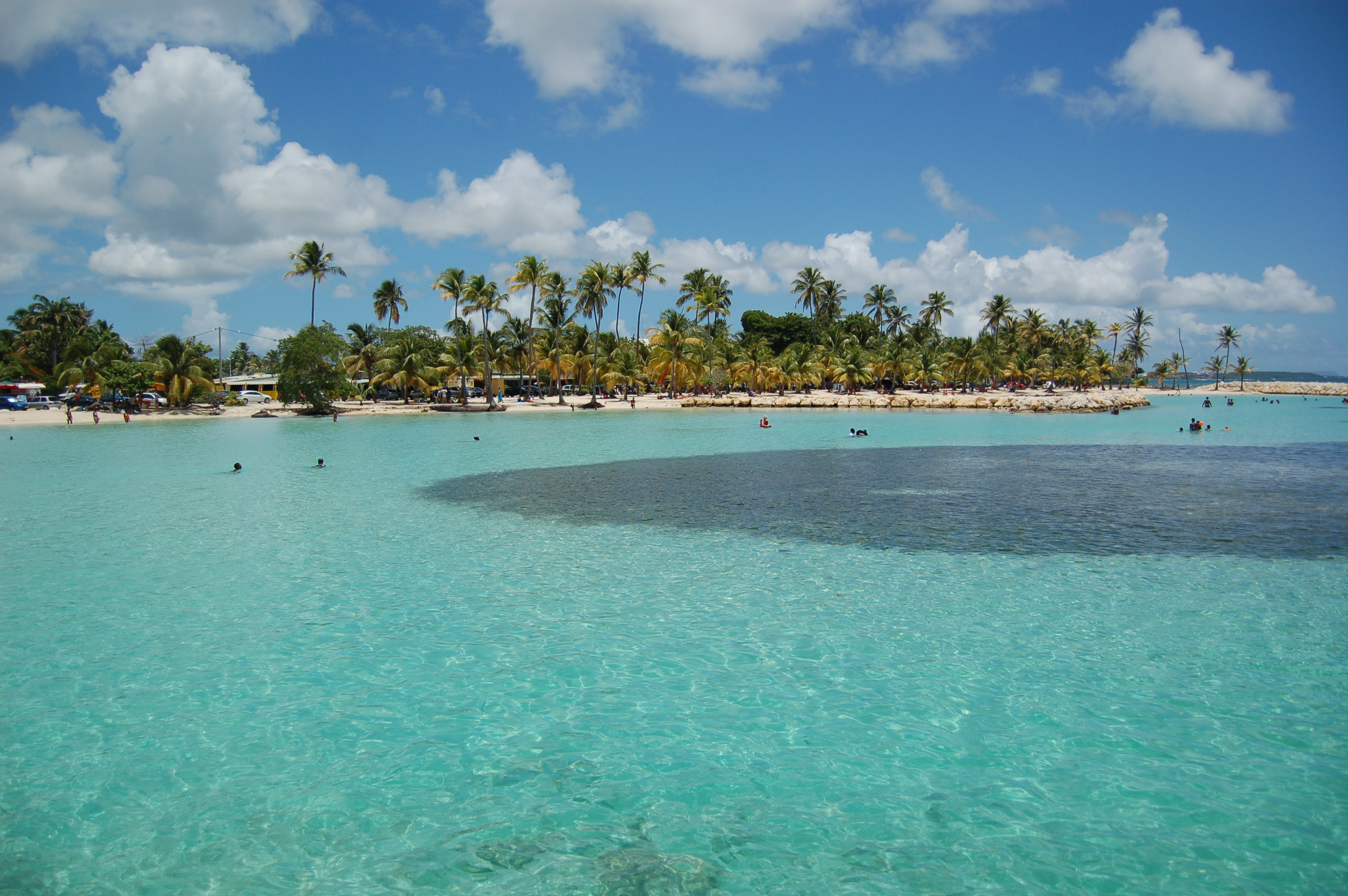
La plage de Sainte-Anne.
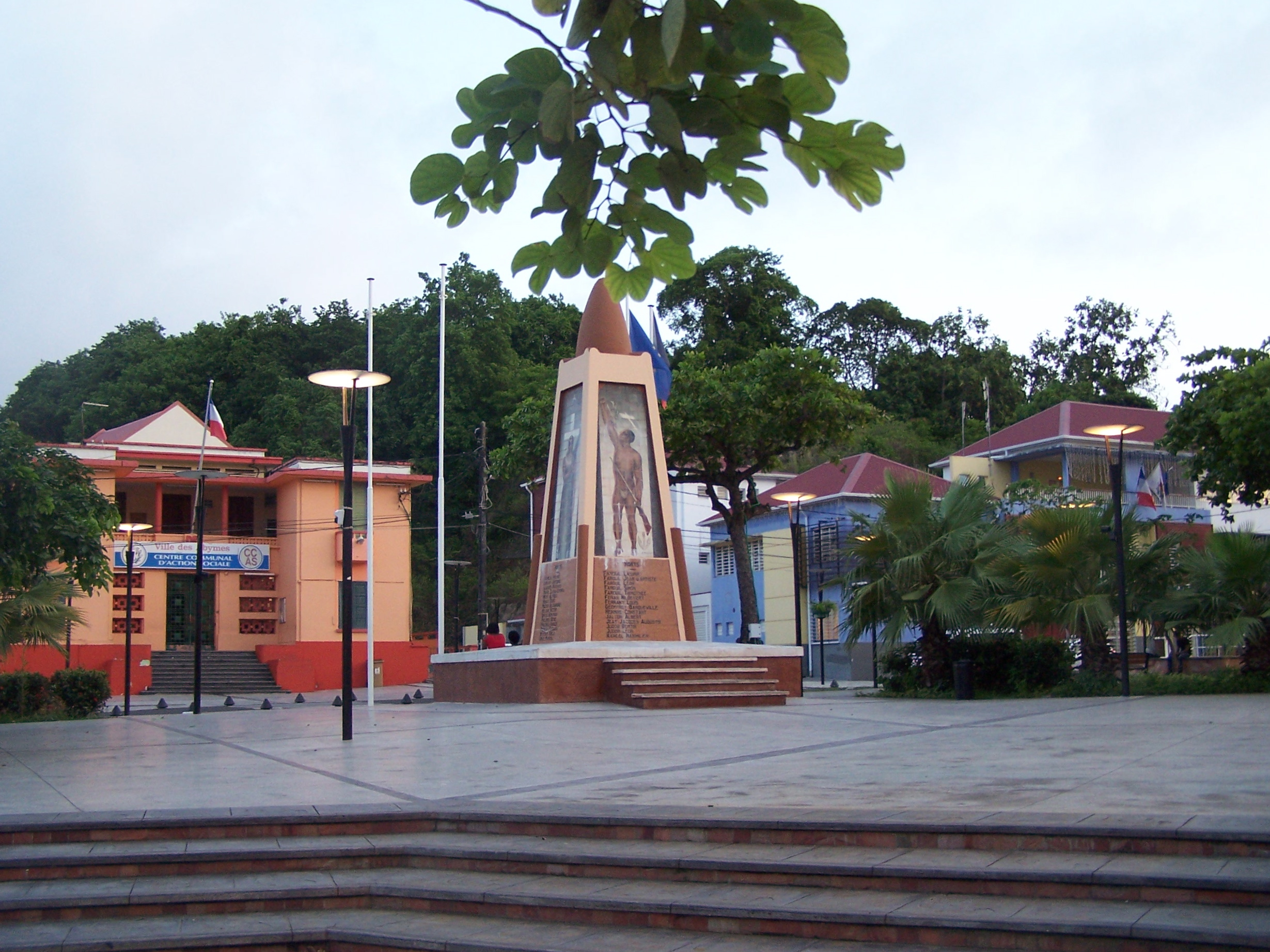
La place principale des Abymes, plus grande ville de la Guadeloupe.
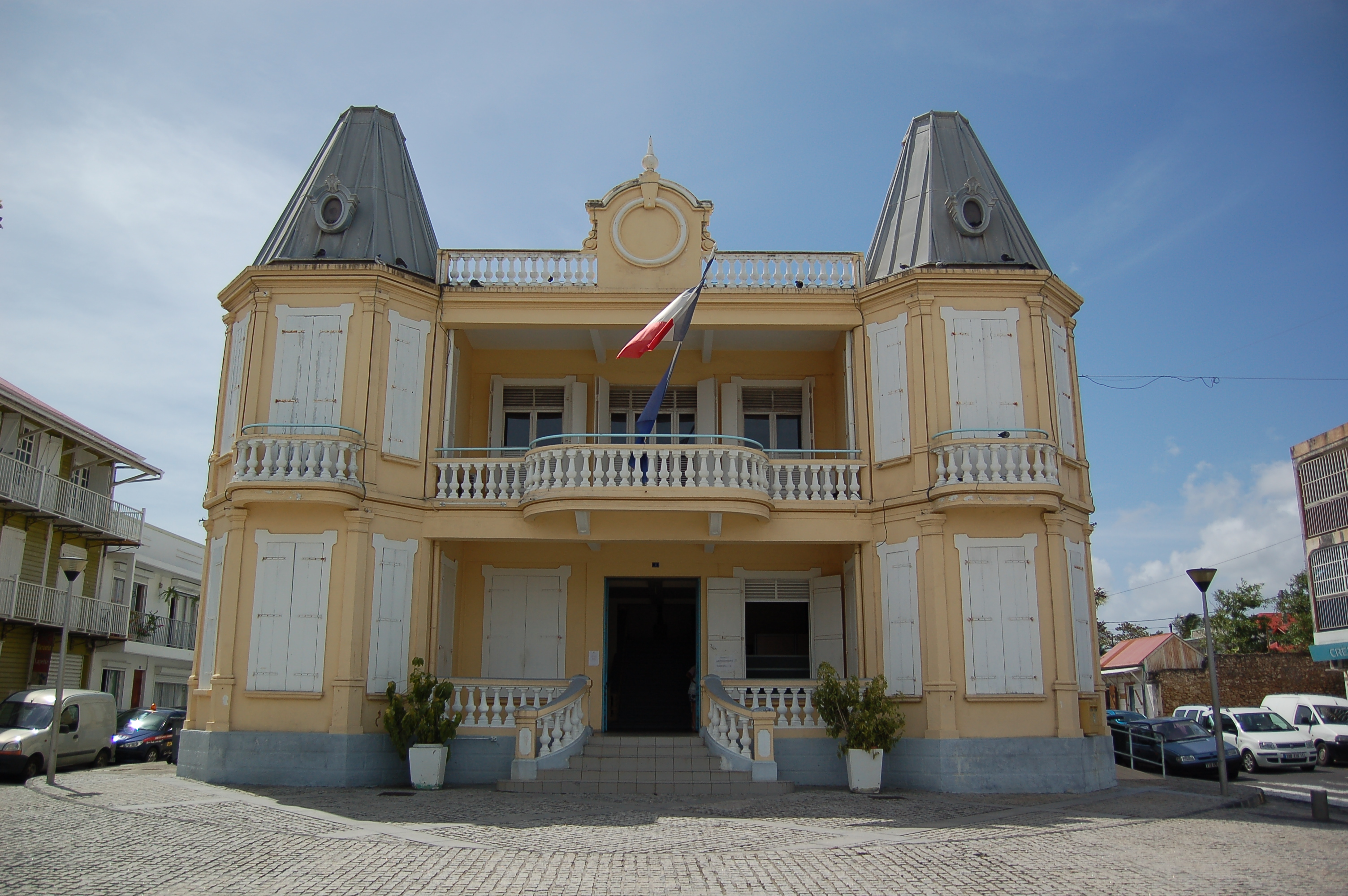
Vue sur la mairie du Moule.
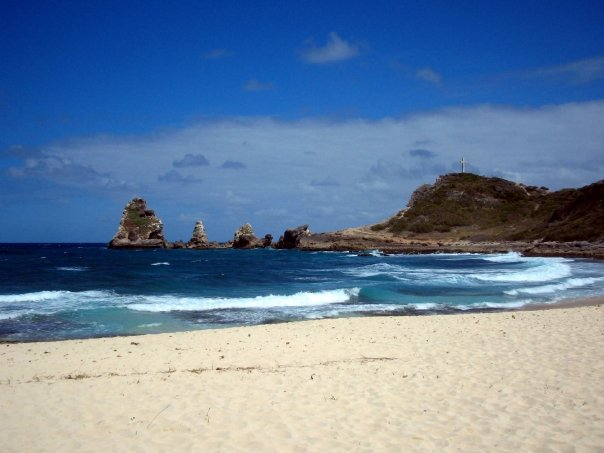
La pointe des Châteaux à l'extrême est de la Grande-Terre.